# Kinh giới sần
Kinh giới sần hay kinh giới nhám; kinh giới gân nổi (danh pháp hai phần: Elsholtzia rugulosa) là một loài thực vật thân thảo trong họ Lamiaceae.

## Phân bố
Kinh giới sần là loài bản địa của khu vực Đông Nam Á, chủ yếu là Myanma, Việt Nam và miền nam Trung Quốc (Quảng Tây, Tứ Xuyên, Quý Châu và Vân Nam), tại các vùng đồng cỏ miền núi, các vùng đất bỏ hoang, các khu rừng hay các bụi cây, ở cao độ 1.300-2.800 m.

## Đặc điểm
Cay thân thảo tới cây bụi nhỏ. Thân cao 30–150 cm, phân nhiều cành, các cành phủ lông măng trắng rậm rạp. Cuống lá dài 0,5-2,5 cm; phiến lá hình elip tới hình trứng dạng thoi, kích thước 2-7,5 × 1-3,5 cm, dạng giấy, phía gần trục có lông lởm chởm, hơi nhăn nheo, phía xa trục có lông măng xám, gốc lá thuôn tròn tới hình nêm rộng bản, mép lá khía răng cưa tù với gốc nguyên, đỉnh nhọn tới hơi tù; 4-6 cặp gân bên, nổi rõ ở phía xa trục. Chùm hoa đầu cành dài 3–12 cm hoặc hơn, chủ yếu có lông măng trắng; các cụm hoa hình xim có cuống, rậm ở đỉnh cụm hoa, lỏng lẻo ở đế cụm hoa; cuống hoa lớn dài 1,2-2,5 cm; các lá bắc trên hình mác tới hình dùi, 1–3 mm, mép nguyên. Cuống hoa nhỏ ngắn hơn 1 mm. Đài hoa hình chuông, khoảng 1,5 × 1 mm, có lông lởm chởm màu trắng; các răng tương đương hay 2 răng phía sau dài hơn, khoảng 0,7 mm. Tràng hoa màu trắng, đôi khi tía hay hơi vàng, khoảng 4 mm, có lông nhung bên ngoài, có đốt có lông tơ xiên bên trong, ống tràng khoảng 3 mm, rộng khoảng 1,5 mm ở họng; môi trên ngắn hơn 1 mm, đỉnh có khía; thùy giữa của môi dưới hình tròn, khoảng 1 × 1 mm, mép khía không đều; các thùy bên hình bán nguyệt. Các nhị trước thò ra; chỉ nhị hơi có lông. Các quả kiên nhỏ màu hơi vàng, thuôn dài, hơi dẹt, khoảng 1 mm, nhẵn. Ra hoa và tạo quả từ tháng 10 tới tháng 12.

## Tác dụng
E. rugulosa được biết đến tại Trung Quốc như là một loại trà thảo dược để chữa trị cảm lạnh và sốt cũng như là loại cây để cung cấp mật hoa cho ong mật.
Luteolin chiết từ Elsholtzia rugulosa đã được chứng minh là có tác dụng bảo vệ thần kinh trong một mô hình tế bào bệnh Alzheimer. Nó chứa các flavonoit glycoside apigenin 4'-O-alpha-D-glucopyranoside và 5,7,3',4'-tetrahydroxy-5'-C-prenylflavone-7-O-beta-D-glucopyranoside, bên cạnh vài glycoside khác. Nó có tác dụng chống lại vi khuẩn kháng methicillin là Staphylococcus aureus. Apigenin và luteolin, các hợp chất có trong loài cây này, có thể giúp chống lại virus cúm H3N2.